# To Live And Die And Live
To Live And Die And Live ist ein Filmdrama von Qasim Basir, das im Januar 2023 beim Sundance Film Festival seine Premiere feierte und Ende Mai 2025 in die US-Kinos kam.

## Handlung
Der gutaussehende Muhammad, der es in Hollywood zum Filmregisseur geschafft hat, kehrt für eine Beerdigung nach Detroit zurück. Sein Stiefvater Khalid ist kürzlich verstorben. Dieser war ein hoch angesehener Bauunternehmer. Muhammad begibt sich in die Moschee, um die Beerdigung am nächsten Tag vorzubereiten, und er erklärt sich bereit, die Kosten für diese zu übernehmen.

## Produktion

### Filmstab, Besetzung und Dreharbeiten

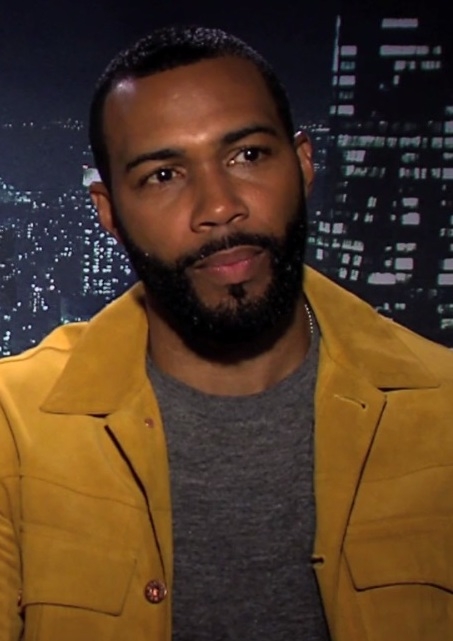
Omari Hardwick spielte bereits in Basirs Film A Boy. A Girl. A Dream.

Regie führte Qasim “Q” Basir, der auch das Drehbuch schrieb. Der Filmmacher webt öfter autobiografische Elemente in seine Filme ein. In seinem Regiedebüt Mooz-lum von 2010 über eine afroamerikanische muslimische Familie und wie ihr Leben durch die Anschläge vom 11. September verändert wurde spielten Nia Long, Evan Ross und Danny Glover. Für seinen Film Destined aus dem Jahr 2016 wurde er beim American Black Film Festival als bester Regisseur ausgezeichnet.
In den Hauptrollen seines neusten Films sind neben Amin Joseph in der Rolle von Muhammad und Skye P. Marshall als die Tänzerin Asia, die er in einem Club kennenlernt seine Schwester Maryam Basir als Muhammads Schwester Iman, Dana Gourrier, Cory Hardrict als Akil und Omari Hardwick als Kevin, ein Mitarbeiter von Muhammads verstorbenem Vater, zu sehen. Letzterer spielte bereits in Basirs Film A Boy. A Girl. A Dream. Auch Basirs Ehefrau Samantha übernahm eine Rolle. Ebenso spielt James Anderson, ein langjähriger Freund der Familie von Basir und Vater des Rappers Big Sean, eine kleine Rolle in dem Film.
Basir, der auch als Kameramann fungierte, drehte den Film im Sommer 2021 in Detroit.

### Veröffentlichung
To Live And Die And Live feierte am 20. Januar 2023 beim Sundance Film Festival seine Premiere, wo der Film in der Sektion Next gezeigt wurde. Fünf Jahre zuvor stellte Basir dort sein Liebesdrama A Boy. A Girl. A Dream. vor. Am 30. Mai 2025 kam der Film in ausgewählte US-Kinos.

## Rezeption

### Kritiken
Von den bei Rotten Tomatoes aufgeführten Kritiken sind 91 Prozent positiv.
Martin Tsai von The Wrap schreibt, die Fähigkeit von Qasim Basir, mit der er sich mit diesem Film von allen anderen abhebe, sei die Kameraarbeit. Der Film ähnele mit der gelegentlichen Verwendung von Lens Flares und einer geringen Schärfentiefe manchmal einem Werbespot oder einem Musikvideo. Basirs Drehbuch sei ehrgeizig und durchdacht, auch wenn es einige Fehler aufweise, wie die Charakterisierungen von Frauen allgemein.

### Auszeichnungen
Sundance Film Festival 2023
- Nominierung für den NEXT Innovator Award (Qasim Basir)